# مینولپس سینکتا
Minolops cincta گونه‌ای از حلزون دریایی، نرم تنان معده‌پای دریایی از گونه حلزون دریایی است.

## وصف
اندازه پوسته آن تا 6 میلی متر می‌رسد.
 

## توزیع (پخش)
این گونه دریایی در جنوب استرالیا دیده می‌شود.